# Werner Saam
Werner Saam (*  3. Mai 1900 in Solingen; † 12. Januar 1960 ebenda) war ein deutscher Pianist, Chorleiter und Dirigent.
Werner Saam studierte Klavier, Komposition, Chorleitung und Schulmusik an der Musikhochschule Köln bei Hermann Abendroth. Nach Abschluss seines Studiums trat er vor allem als Pianist auf und gab zahlreiche Konzerte, aber er war auch als Begleiter von Sängern wie Tiana Lemnitz, Erna Berger und Peter Anders gefragt. 1926 trat er bei der Weltausstellung in Philadelphia mehrmals auf.
Ebenfalls 1926 übernahm Saam in seiner Heimatstadt die Leitung des Schubertbundes. 1929 wurde er in Nachfolge von Professor Heinrich Boell Städtischer Musikdirektor und prägte als solcher jahrzehntelang die musikalische Landschaft der Stadt: „Mit Werner Saam verbindet sich ein feststehender Begriff im Solinger Kulturleben, das erst jenen bedeutsamen Aufstieg erfuhr, als Saam 1929 sozusagen aus dem Nichts heraus ein Städtisches Orchester aufbaute und es in systematischer Weiterentwicklung von Erfolg zu Erfolg führte.“ Er übernahm zudem – vor allem in den Kriegs- und Nachkriegsjahren – die Leitung mehrerer Chöre wie der MGV Rheinsage, wo er die Gründung eines Kinderchores initiierte, oder des Männerchores Die Wupperhofer. Auch erteilte er Musikunterricht am Gymnasium Schwertstraße und  unterstützte talentierten Gesangsnachwuchs wie Friedrich Eugen Engels und Hetty Plümacher. Während eines Konzertes in der Ohligser Festhalle erlitt Werner Saam 1960 am Dirigentenpult einen Herzschlag.

## Fotos

Werner Saam (Mitte vorne) während eines Betriebsausflugs der Mitglieder des Städt. Orchesters Solingen
Werner Saam (rechts) zapft 1940 Bier hinter der Theke anlässlich des Geburtstags von Anton Metzen (2.v.l.).
Werner Saam (2.v.l.) 1940 vor Abfahrt nach Krefeld vor dem Düsseldorfer Hauptbahnhof.
Werner Saam (9.v.r.) 1935 mit dem Kurorchester in Bad Rothenfelde.
Werner Saam (6.v.r. sitzend) 1935 mit dem Kurorchester in Bad Rothenfelde.
Unterschrift von Werner Saam auf einer Bescheinigung für Rudolf Hölterhoff (30. März 1932)